# North Ryde
North Ryde är en del av en befolkad plats i Australien. Den ligger i kommunen  Ryde och delstaten New South Wales, i den sydöstra delen av landet, omkring 11 kilometer nordväst om delstatshuvudstaden Sydney. Antalet invånare är 17 208.
Runt North Ryde är det mycket tätbefolkat, med 3 757 invånare per kvadratkilometer.. Närmaste större samhälle är Sydney, omkring 11 kilometer sydost om North Ryde. 
Runt North Ryde är det i huvudsak tätbebyggt. Genomsnittlig årsnederbörd är 1 380 millimeter. Den regnigaste månaden är februari, med i genomsnitt 200 mm nederbörd, och den torraste är juli, med 36 mm nederbörd.